# Eucremastus villiersi
Eucremastus villiersi là một loài tò vò trong họ Ichneumonidae.